# 始信峰

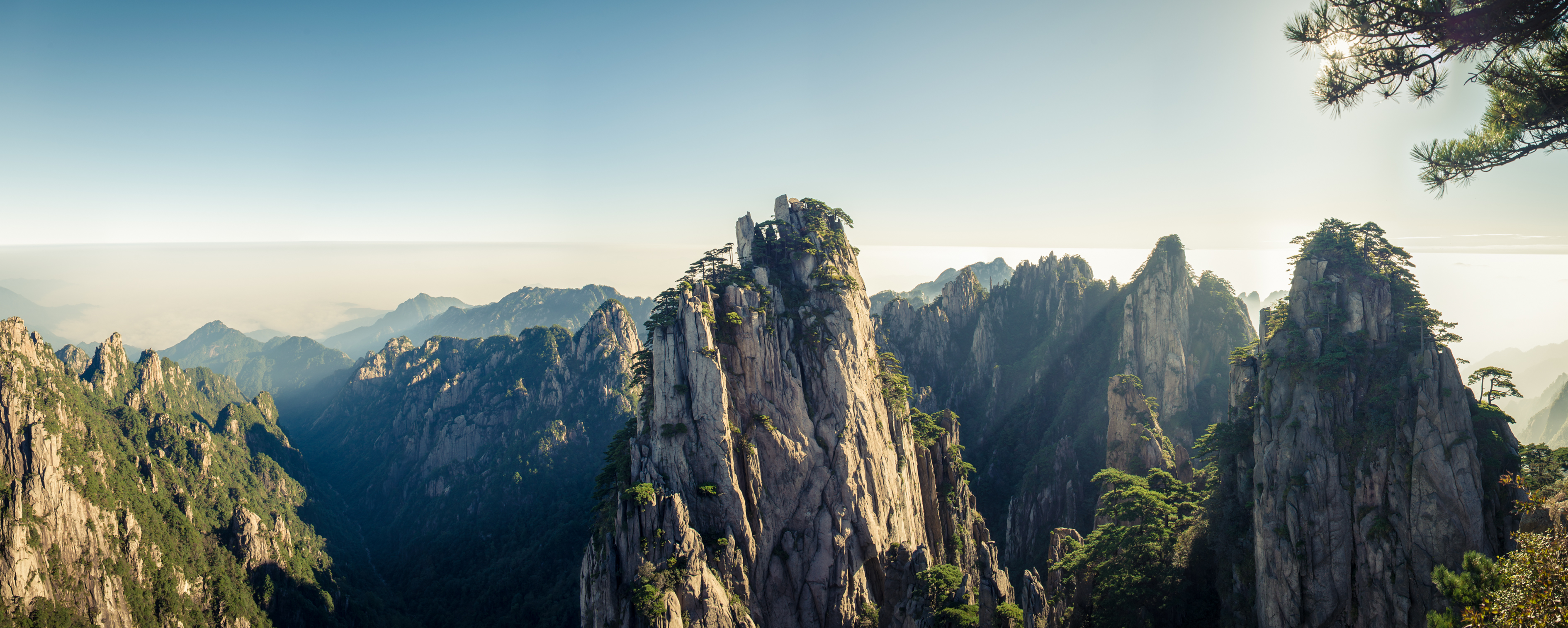
始信峰风光

始信峰：是安徽境內的一個山峰，海拔1683米，为黄山36小峰之一。相传古人游山，至此，“始信黄山天下奇”，由此得名。始信峰上有接引松、黑虎松、连理松、龙爪松、卧龙松、探海松等。有“不到始信峰，不见黄山松”之誉。人们说始信峰的景色和黄山有点相似。黄山